# Močna
Močna je naselje v Občini Lenart.
Močna se deli na novejši del ob glavni cesti Maribor-Lenart na severnem delu obrobju Pesniške doline in starejše jedro na jugu slemena med Jakobskim in Partinjskim potokom. V prvem prevladujejo hiše prebivalcev, zaposlenih v Lenartu in Mariboru, v drugem pa kmetije, na katerih se ukvarjajo z živinorejo in sadjarstvom. Južno od naselja je reka Pesnica zajezena. Tu je vodni zadrževalnik Pristava, pomembno zatočišče vodnih ptic, v njem pa je tudi ribogojnica.